# アラン・トゥーサン
アラン・トゥーサン (Allen Toussaint, 1938年1月14日 - 2015年11月10日)は、米国ルイジアナ州ニューオーリンズ生まれのピアニスト、歌手、ソングライター、プロデューサー、アレンジャー。自らの演奏活動の他に、特に1960年代から70年代にかけて数多くのアーティストのプロデュース、作曲、編曲を手がけ、ニューオーリンズのR&Bシーンを影から支えてきた。彼が関わったアーティストは、アーマ・トーマス、リー・ドーシー、アーニー・ケイドー、ミーターズ、ラベル、ポール・サイモン、ザ・バンドなど、広範囲に渡る。

## 来歴
7歳のときにピアノを弾き始め、1952年、フラミンゴス（ドゥーワップのグループとは同名異グループ）を結成。このバンドにはギターにスヌークス・イーグリンが在籍していた。1955年、デイヴ・バーソロミューの目に留まり、ファッツ・ドミノ、スマイリー・ルイスらのセッションに参加するようになる。これを機に、セッション・ピアニストとして名を上げていった。そして1958年のリー・アレンのヒット"Walkin' With Mr. Lee"のアレンジを担当してからは、編曲者としても評価を受けるようになる。同年、初のソロ作『The Wild Sound of New Orleans』も発表している。
1960年、トゥーサンはミニット・レーベルにディレクターとして迎え入れられ、彼のプロデュース、作曲による数多くのヒット曲が世に送り出されるようになった。その中にはジェシー・ヒルの「Ooh Poo Pah Doo」やベニー・スペルマンの「Fortune Teller」（ローリング・ストーンズのカバーでも有名）、アーマ・トーマスの「It's Raining」、リー・ドーシーの「Working in the Coal Mine」（1966年）などがある。当時彼は、自分の母親の結婚前の名前である"Naomi Neville"のペンネームで曲を書いていた。60年代トゥーサンは、インスタント、フューリーなどのレーベルでも同様の活躍をし、ニューオーリンズのシーンに大きな足跡を残した。また、1965年にはマーシャル・シホーンとサンス・レーベルを興している。
60年代は、自らの作品よりも他のアーティストのプロデューサーとして活躍したトゥーサンだが、70年代になると『From a Whisper to a Scream』（1970年）を始めとして、自己名義のアルバムを複数リリースした。『Southern Nights』（1975年）は、彼の代表作と言われている。アルバムに収められた「サザン・ナイツ」は1977年にグレン・キャンベルによってカバーされ、キャンベルのバージョンはビルボード・Hot 100で1位を獲得した。また1973年に「イエス・ウィ・キャン・キャン」をポインター・シスターズがカバーし全米11位を記録。
70年代には、マーシャル・シホーンと共同でシーセイント・スタジオを開設した。ラベルの「レディ・マーマレード」は彼のプロデュースにより、1975年に大ヒットした。他にも、ドクター・ジョンの『イン・ザ・ライト・プレイス』（1973年）や『デスティヴリー・ボナルー』（1974年）、アルバート・キングの『New Orleans Heat』（1978年）をプロデュースした。シングルカットされたドクター・ジョンの「ライト・プレイス・ロング・タイム」は全米9位を記録した。ウイングスの『ヴィーナス・アンド・マース』（1975年）にピアノで参加もしている。
80年代以降は、目立った活動は少ないが、1996年にはナイノ(Nyno)レーベルを設立（レーベル名はニューヨークとニューオーリンズの頭文字を取ったものである）。同レーベルからは、自身のアルバム『Connected』（1996年）をはじめ、オリバー・モーガンやレイモンド・マイルズなど、ニューオーリンズのアーティスト達がアルバムをリリースしている（ただし、2007年現在、同レーベルは休眠状態である）。また、1998年には、ロックの殿堂の非演奏者部門入りを果たした。
2005年、ハリケーン・カトリーナで被災し、ニューオーリンズ市内の彼の家もシーセイント・スタジオも全壊してしまった。以後しばらくはニューヨークに拠点を構えたが、2009年以降はニューオーリンズに戻った。自身の被災体験から、カトリーナ関連の多くのベネフィット・コンサート、アルバムなどに参加した。また同時期、エルヴィス・コステロとの共作『The River In Reverse』（2006年）をリリース、中島美嘉のシングル「All Hands Together」にも参加し、2006年5月にはプロモーションのため久々に来日、東京のクラブでソロ・コンサートを開いた。2009年には、収録曲のほとんどがインストゥルメンタルのジャズ・アルバム『The Bright Mississippi』をノンサッチ・レコードからリリースした。
2015年、マドリッドでのコンサートの後に心臓発作にて死去。

## ディスコグラフィ

### オリジナル・アルバム
- 1958年 The Wild Sound of New Orleans (Edsel)
- 1970年 From a Whisper to a Scream (Scepter)
- 1972年 Life, Love and Faith (Reprise)
- 1975年 Southern Nights (Reprise)
- 1978年 Motion (Warner Brothers)
- 1996年 Connected (Nyno)
- 2004年 Allen Toussaint's Jazzity Project/Going Places (Captivating Recording Technologies)
- 2006年 The River In Reverse  (Verve Forecast) ※エルヴィス・コステロとの共作
- 2009年 The Bright Mississippi (Nonesuch)
- 2013年 Songbook (Rounder/Universal)
- 2016年　American Tunes (Nonesuch)

### 参加作品
- 1976年 New Orleans Jazz And Heritage Festival 1976 (Island)
※1976年の自身のライヴ5曲収録。アルバム・全体のプロデュースも担当

### 映像作品
- 1982年 Piano Players Rarely Ever Play Together (Stevenson Productions) ※プロフェッサー・ロングヘア、タッツ・ワシントンとともに出演
- 2006年 Hot As a Pistol Keen As a Blade  (Hip-O) ※エルヴィス・コステロとの共作

## 作曲作品
トゥーサンのペンによる主な楽曲は、以下の通り。括弧内は、これらの曲を演奏した主なアーティスト名（トゥーサン本人は除く）。他にザ・バンドの曲のアレンジャーをつとめている。
- "Working in the Coal Mine"（リー・ドーシー、　1966）
- "Ride Your Pony"（リー・ドーシー）
- "Holy Cow"（リー・ドーシー）
- "Yes We Can"「イエス・ウィ・キャン・キャン」（リー・ドーシー、ポインター・シスターズ）
- "Mother-In-Law"「マザー・イン・ロウ」（アーニー・ケイドー）
- "Sneakin' Sally Through the Alley"（ロバート・パーマー）
- "Whipped Cream"（ハーブ・アルパート、エドムンド・ロス）
- "A Certain Girl"（アーニー・ケイドー、ヤードバーズ、ウォーレン・ジヴォン）
- "Fortune Teller"「フォーチューン・テラー」（ベニー・スペルマン、ローリング・ストーンズ）
- "Lipstick Traces (On A Cigarette)"（ベニー・スペルマン、スヌークス・イーグリン）
- "All These Things"（アート・ネヴィル）
- "Ruler Of My Heart" 「ルーラー・オブ・マイ・ハート」("Pain In My Heart")（アーマ・トーマス、オーティス・レディング、ローリング・ストーンズ）
- "Play Something Sweet (Brickyard Blues)"（フランキー・ミラー、スリー・ドッグ・ナイト、リヴォン・ヘルム）
- "On Your Way Down"（リトル・フィート）
- "All Girl Band"（ラベル）
- "What Do You Want The Girl to Do?"（ボズ・スキャッグス、ボニー・レイット、ジェフ・マルダー）
- "Get Out My Life Woman"「ゲット・アウト・オブ・マイ・ライフ・ウーマン」（リー・ドーシー、ポール・バターフィールド、アイアン・バタフライ、アルバート・キング、ザ・ゴールデン・カップス）
- "Freedom For The Stallion"（オーク・リッジ・ボーイズ、ボズ・スキャッグス）
- "Southern Nights"「サザン・ナイツ」（グレン・キャンベル）
- "Mind Over Matter"（キング・ビスケット・ボーイ、ジョニー・ウィンター、スリー・ドッグ・ナイト）
- "Get Low Down (Pts. 1 & 2)"（カーリー・ムーア）

## プロデュース作品：シングル
- "Ya Ya"（リー・ドーシー、1961）
- "Right Place Wrong Time"（ドクター・ジョン、1973）
- "Lady Mamalade"（ラベル、1974-75）

## プロデュース作品：アルバム
- "High Life"（フランキー・ミラー）